# Karambolage (Billard)

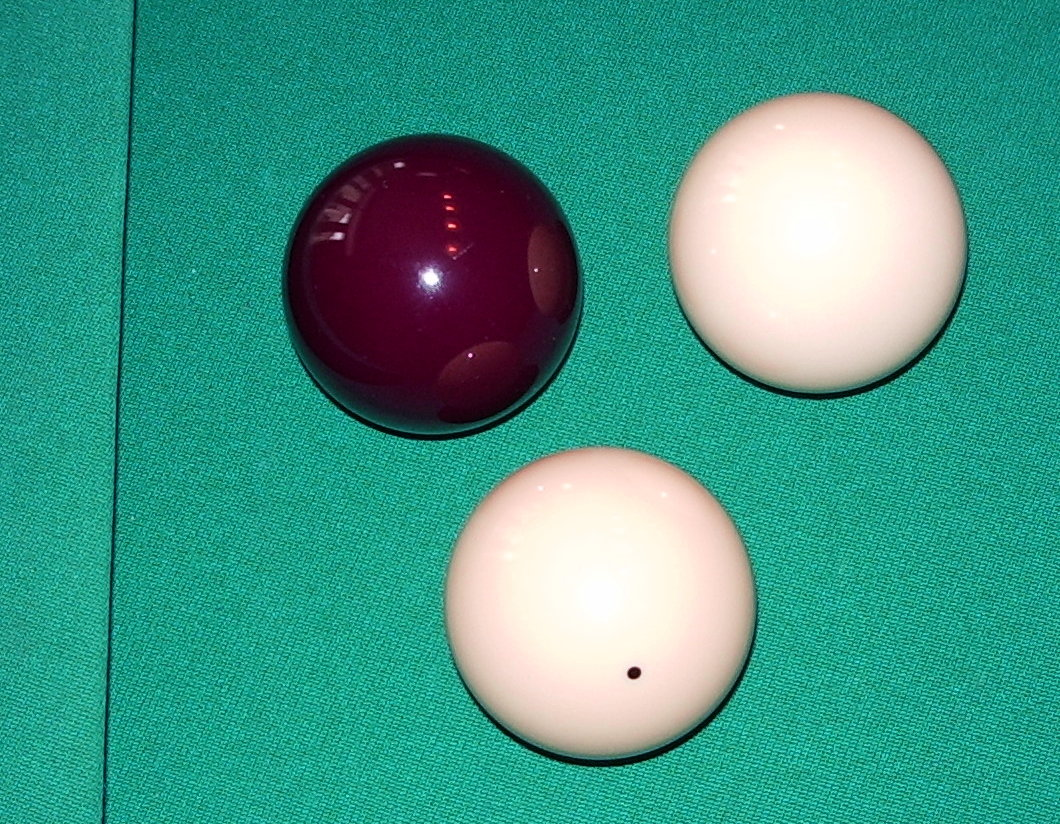
Karambolagebälle

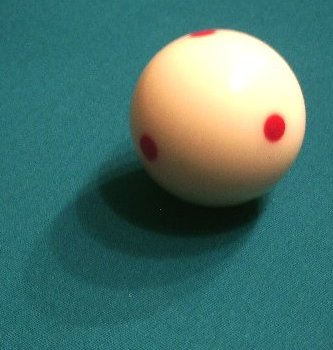
Ball mit Punktmarkierungen (Gelb dito).

Karambolage, auch Karambol bzw. Carambol, Billardkarambol oder Karambolagebillard, (von französisch carambole für die rote Billardkugel, zu spanisch carombola, womöglich mit Bezug auf die Sternfrucht [Karambola, von portugiesisch carambola, aus Marathi karambal], die an eine rote Billardkugel erinnern soll) ist eine Billard-Variante, die mit nur drei (sehr selten auch vier) Kugeln in verschiedenen Spielarten/Disziplinen gespielt wird. Wie alle Billard-Varianten ist Karambolage eine Präzisionssportart.
Die Kugeln werden im Fachjargon „Bälle“ genannt. Sie haben seit den 1980er Jahren die Farben rot, weiß und gelb. Ältere Ballsätze haben einen dunkelroten Ball und zwei weiße Bälle, von denen einer mit zwei gegenüber liegenden schwarzen Punkten oder kleinen schwarzen Kreisen markiert ist. Dies ist jedoch für Zuschauer kaum zu erkennen und so werden bei Turnieren nur noch Ballsätze mit unterschiedlichen Farben verwendet. Der weiße und der gelbe Ball können auch rote Punkte haben, womit ein Effet der Bälle für die Zuschauer leichter erkennbar ist. Die Karambolage-Kugeln zählen mit 61,5 mm zu den größten Kugeln aller Billard-Spielarten.
Im Gegensatz zum Poolbillard oder Snooker hat der Tisch beim Karambolage keine Taschen, da hier keine Bälle versenkt werden.

## Grundregeln

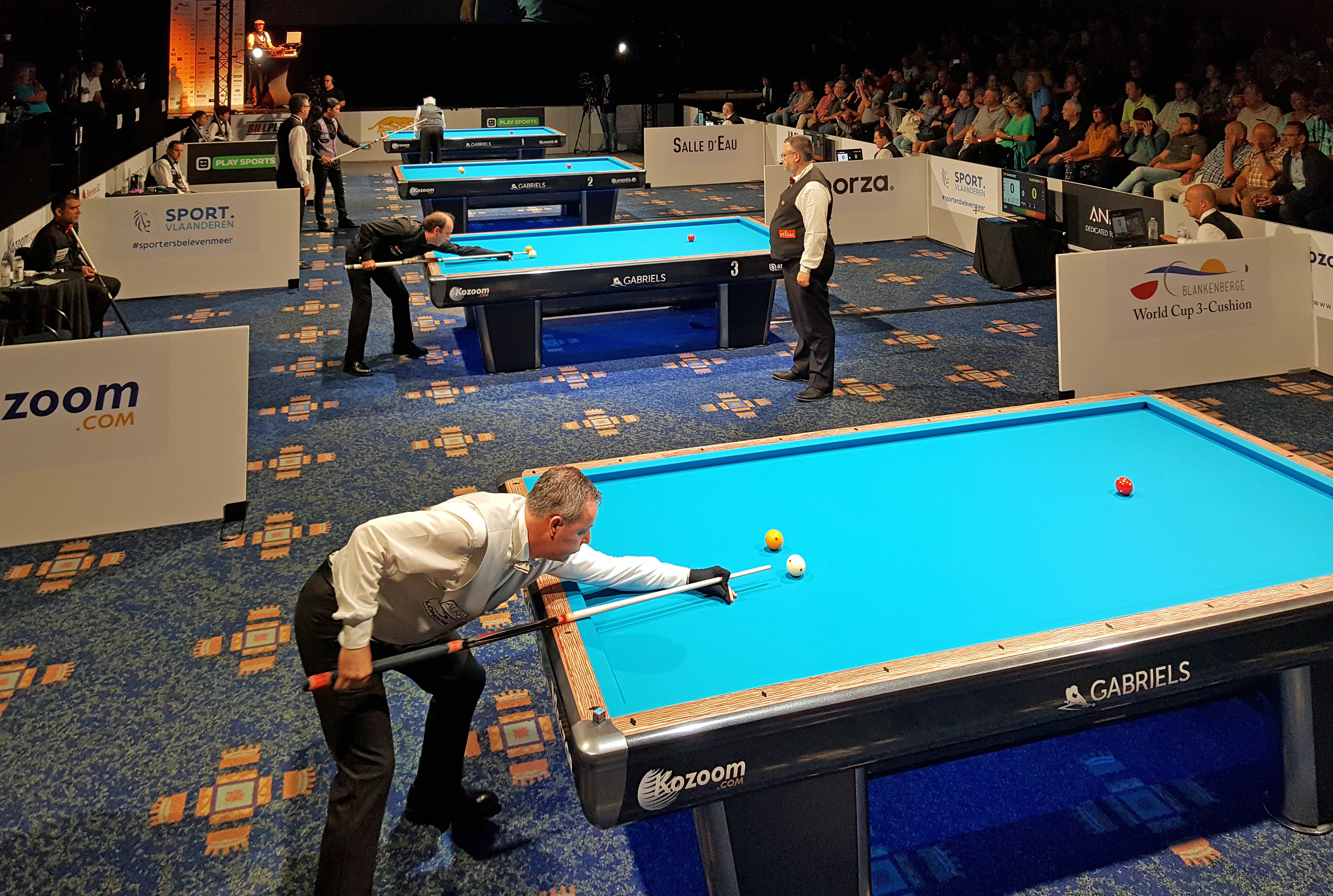
Anstoßaufstellung beim Karambolage (alle Disziplinen)

Die Grundregeln sind einfach und gelten für alle Disziplinen:
Jeder Spieler spielt über die gesamte Partie mit demselben Ball, seinem „Spielball“, der gelb oder weiß gefärbt ist. Er muss versuchen, diesen so zu stoßen, dass er damit die beiden anderen Bälle berührt („karamboliert“), wobei die Reihenfolge keine Rolle spielt. Gelingt dies, zählt das einen Punkt, und der Spieler darf seine Serie fortsetzen. Protokolliert werden sowohl die erzielten Punkte als auch die Aufnahmen, die besagen, wie oft jeder Spieler an den Tisch kam. Die Partie endet, wenn einer der Spieler eine festgelegte Punktzahl (das sog. Spielziel) erreicht. Meistens wird auch (durch die Festlegung einer Höchstaufnahmenzahl, abg. HAZ) mit einer Aufnahmenbegrenzung gespielt. Bei Erreichen des Spielzieles durch den anstoßenden Spieler oder der Höchstaufnahmenzahl führt der zweite Spieler den sog. Nachstoß aus der Anfangsposition aus (Ausnahme: im Satzsystem bei mehr als einer Aufnahme). Begonnen wird jede Partie mit dem Anstoß. Dabei muss als erster Ball der rote getroffen werden.

### Der Tisch
Internationales Turniermaß der Tische ist das Matchbillard mit einer Spielfläche von 1,42 m × 2,84 m. Es gibt aber auch ein kleineres, sogenanntes Turnierbillard mit einer Größe 1,05 m × 2,10 m und ein Halbmatchbillard mit den Maßen 1,15 m × 2,30 m.

## Disziplinen
Ursprüngliche Variante ist die Freie Partie, in anderen Disziplinen kommen erschwerende Zusatzregeln hinzu, die das Verlassen eingezeichneter Felder nach bestimmten Regeln (Cadre-Disziplinen) oder das Spiel über Bande (Einband, Dreiband) fordern.

### Freie Partie

Caramboltisch mit Eckabstrichen (35,5 cm × 71 cm) und Aufsetzmarkierungen für die Freie Partie. Gestrichelt dargestellt sind die Eckabstriche, wie sie bis 1948 genutzt wurden (21 cm × 21 cm).

Die Freie Partie ist die Grunddisziplin des Carambol-Billards. Hier gilt als Grundregel, dass eine Karambolage dann erzielt ist, wenn der Spielball die beiden anderen Bälle berührt; ohne Einschränkungen. Einzige Ausnahme bildet der Eckbereich, der durch eine feine Kreidelinie auf dem Tuch markiert ist (Eckenabstrich). Hier gilt die Einschränkung, dass, wenn beide Objektbälle (Ball 2 und Ball 3) in den markierten Bereich eingetreten sind, nur noch einmal eine uneingeschränkte Karambolage erzielt werden darf. Im zweiten Stoß nach Eintritt muss einer der beiden Objektbälle den markierten Bereich verlassen. Er darf aber wieder in diesen zurücklaufen. Der Schiedsrichter kündigt diese Spielsituationen mit den Ansagen „entrée“ (oder „Eintritt“ oder „herein“) und „dedans“ (oder „Austritt“ oder „drin“) an. Ein mittig auf der Linie liegender Ball wird dabei gegen den Spieler (also als „herein“ bzw. „drin“) gewertet; mit der Ansage „à cheval“ (oder „rittlings“) entscheidet der Schiedsrichter in nicht klar ersichtlicher Situation (zur Information für Gegner und Publikum), dass sich nicht (mehr) beide Objektbälle im Sperrbereich befinden.
Charakteristisch für die Freie Partie ist die „Amerikanische Serie“ (Video). Sie wurde 1876 von den kanadischen Brüdern Dion und dem US-amerikanischen Spieler Sexton entwickelt. In der Amerikanischen Serie treibt der Spieler die beiden Objektbälle an der Bande entlang rund um den Tisch. Prinzipiell unterscheidet man zwei verschiedene Techniken, die „Treibserie“ und das „Dreier-System“.
Beim Dreier-System wird von einer geschlossenen Position aus begonnen (geschlossene Position bedeutet, dass der zweite und dritte Ball pressen). Eine gedachte Linie durch die beiden pressenden Bälle würde einen Winkel von etwa 45° zur Bande ergeben. Das Dreier-System hat seinen Namen dadurch bekommen, dass genau drei Stöße benötigt werden, um wieder zur Ausgangsposition – jedoch einige Zentimeter weiter in Spielrichtung – zu gelangen. Beim ersten Stoß wird jener Ball zuerst angespielt, der weiter von der Bande entfernt liegt. Beim zweiten wird der bandennähere Ball zuerst getroffen und eine sogenannte Einstellung auf einen „Tusch am eigenen Ball“ geschaffen. Der dritte Stoß trifft wieder den bandennäheren Ball zuerst, der Spielball legt sich press zum dritten Ball; der zuerst getroffene Ball tuscht den eigenen Ball dann nach hinten ins Feld und legt sich wieder press zum bandenentfernteren Ball (Ausgangsposition). Das Dreier-System ist bei korrekter und genauer Spielweise auch bei größerem Abstand der drei Bälle zur Bande möglich.
Bei der Treibserie wird ebenfalls von einer geschlossenen Position ausgegangen, wobei der Spielball im Normalfall etwas näher bei der Bande liegt. Die Treibserie besteht bei perfekter Spielweise aus lediglich einem Stoß, wobei der bandennähere Ball zuerst getroffen und über die Bande einige Zentimeter in Spielrichtung „getrieben“ wird. In der Zwischenzeit trifft der Spielball den bandenentfernteren Ball und treibt diesen ebenfalls etwas nach vorne. Das Tempo aller Bälle ist gerade so gewählt, dass das Ergebnis wieder eine geschlossene Position ist, sodass genau der gleiche Stoß wiederholt werden kann.
Zusätzlich zu diesen zwei Techniken existieren viele sogenannte „Zwischenstöße“ (oder „Zwischenbälle“), die nicht genau einer dieser beiden Techniken zugewiesen werden können. Die Perfektionierung der Freien Partie mit weit über 1000 Punkten in Serie führte in der Folge zur Entwicklung der Disziplin Cadre, wobei das beschriebene Dreiersystem auch hier zum Einsatz kommt.

### Cadre

Links die Linien für Kleincadre (47/1 oder 47/2), rechts für Großcadre (71/2), jeweils mit den Ankern

Beim Cadre ist der Tisch durch feine Kreidestriche in neun beziehungsweise sechs Felder eingeteilt. Zusätzlich werden am großen Tisch sogenannte Anker eingezeichnet. Innerhalb dieser Flächen gelten gesonderte Regeln. Haben der Spielball und einer der anderen Bälle Kontakt, nachdem sie zur Ruhe gekommen sind, was auch als „Press“ bezeichnet wird, so hat man hier im Gegensatz zur freien Partie die Wahl, die Bälle neu aufstellen zu lassen oder weiterzuspielen. Im Fall, dass man weiterspielt, muss von dem Ball, mit dem Kontakt besteht, weggespielt werden, da ansonsten ein sogenannter Durchstoß erfolgt. Beim Aufstellen nach Press oder Hinausspringen eines Balls vom Tisch werden immer alle drei Bälle neu aufgesetzt. Folgende Cadre-Disziplinen sind zu unterscheiden:
- 47/2, 71/2 und 47/1 für das Matchbillard
- 38/2 und 57/2 für das Halbmatchbillard
- 35/2 und 52/2 für das kleine Billard/Turnierbillard

Die Zahl vor dem Schrägstrich gibt den Abstand der eingezeichneten Linien in Zentimeter zu den Banden an. Die daraus entstehenden Felder sind die Cadrefelder. Es ergeben sich daraus für 47/1, 47/2, 38/2 und 35/2 neun Felder und für die anderen Disziplinen im Cadre sechs Felder. Die Zahl nach dem Schrägstrich gibt an, wie viele Punkte man in einem Feld erzielen darf, bevor Ball 2 oder 3 dieses verlassen muss. Das bedeutet: Rollen Ball 2 und Ball 3 (Ball 1 ist immer der Spielball) in eines dieser Felder, so befinden sie sich bei der Disziplin Cadre 47/1 (auch Einballcadre genannt) „drin“, bei den anderen Cadredisziplinen (das sind also die mit dem Zusatz /2) „herein“. Statt „herein“ sagt man auch „Eintritt“ oder (französisch) „entrée“, statt „drin“ auch „Austritt“ oder (französisch) „dedans“. Erzielt man in einem Feld bei „herein“ einen Punkt und die Bälle 2 und 3 befinden sich immer noch in demselben Feld, so heißt es nun „drin“. Bei „drin“ muss Ball 2 oder Ball 3 dieses Feld verlassen. Wird ein Ball aus dem Feld gespielt und rollt wieder in das gleiche Feld zurück, so ist dies erlaubt.
In den Ankerfeldern auf dem großen Tisch gelten zusätzlich die gleichen Bedingungen wie in den normalen Cadrefeldern.
Charakteristisch für Cadre ist die „Strich-Serie“. Vergleichbar mit der amerikanischen Serie wird hierbei versucht, die beiden Objektbälle nebeneinander am Cadre-Strich in verschiedenen Cadrefeldern zu karambolieren. Da sich die beiden angespielten Bälle – auch bei größtem Feingefühl – immer ein wenig voneinander entfernen, wird es nach wenigen Stößen erforderlich, den der Bande näheren Ball 2 an die Bande zu drücken, um dessen Lauf wieder in unmittelbarer Nähe von Ball 3 und des Cadrestrichs durch Ball 1 zu stoppen: Die Strichserie beginnt erneut.
Aus den Schiedsrichterregeln:
Werden im Anker zwei Ballpositionsangaben erforderlich, so ist die auf das Cadrefeld bezogene Position der Bälle grundsätzlich zuerst anzugeben, z. B. „drin“ (im Cadrefeld) – „herein“ (im Anker). Ist die Position der Bälle 2 und 3 ausschließlich für eines der Cadrefelder von Bedeutung, genügt diese eine Angabe. Hingegen ist der Bezeichnung einer bedeutsamen Ballposition im Anker stets die Angabe der Ballposition im Cadrefeld voranzusetzen, auch dann, wenn im Cadrefeld keine „herein“- oder „drin“-Situation besteht. In diesem Fall bedient sich der Schiedsrichter ersatzweise des Begriffs „rittlings“ oder (französisch) „à cheval“, z. B. „rittlings-herein“ (keinesfalls „Anker herein“). Der Schiedsrichter vermeidet zwei gleichlautende Ballpositionsangaben, er sagt nicht „herein-herein“ oder „drin-drin“, sondern „herein beide“ oder „drin beide“, bzw. (französisch) „entrée partout“, „dedans partout“ oder „à cheval partout“. Die Anker befinden sich an jedem Ende eines Cadrestriches an der Bande. Der Anker hat die Maße 17,8 cm × 17,8 cm (7 Zoll × 7 Zoll) und liegt jeweils zur Hälfte in benachbarten Cadrefeldern.

### Einband
In dieser Disziplin muss der eigene Spielball (Ball 1) mindestens eine Bande berühren, bevor die Karambolage beendet wird. Die einfachste Variante hierfür ist oft das direkte Anspiel von Ball 2, um danach über die Bande(n) zu Ball 3 zu kommen. Denkbar sind aber auch andere Möglichkeiten mit Vorbande(n), um erst danach die Bälle 2 und 3 – mit oder ohne Zwischenbande(n) – zu karambolieren.
Eine interessante Variante ist die sog. „Einband-Amerika“ (benannt nach der analogen „Amerikanischen Serie“ in der Freien Partie). Dabei werden die beiden Objektbälle (B2 und B3) in Bandennähe dicht beisammen ungefähr senkrecht zur Bande gestellt. Mit dem Spielball (B1) wird nun (evtl. mit einer Vorbande) wiederholt ganz zart über den (fast) press an der Bande stehenden Ball 2 gespielt, bis sich die Position zu stark geöffnet hat. Richtig eingestellt, lässt sich einer der Bälle dann über die Bande(n) wieder zurück in die Stellung holen, wonach die Serie von Neuem beginnen kann.

### Dreiband

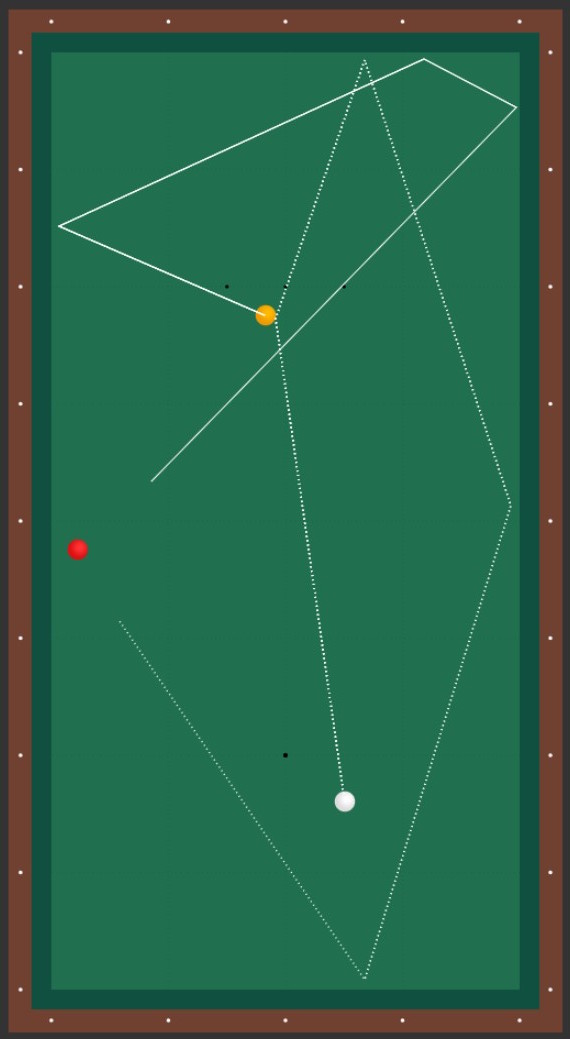
Dreiband-Dessin

Bei dieser Spielart des Karambolage-Billards muss die eigene Spielkugel vor der Karambolage mit der dritten Spielkugel mindestens dreimal eine Bande berührt haben, damit ein Punkt gezählt werden kann; dabei darf es auch immer dieselbe sein. Diese besondere Herausforderung ermöglicht, im Gegensatz zu anderen Karambolagevarianten, auch fortgeschrittenen Spielern nur wenige Punkte pro Aufnahme: Es kommt zu einem vergleichsweise schnellen Wechsel der Spieler. Aus diesem Grund ist die Spannung für den Zuschauer besonders groß, was auch das vergleichsweise große öffentliche Interesse an dieser Variante erklärt. Für diese Disziplin wird seit 2005 sowohl bei Welt- und Europameisterschaften als auch in den deutschen Bundesligen ein speziell mit roten Punkten markierter Satz Bälle (Billardkugeln) verwendet, die den Zuschauern eine bessere Nachverfolgbarkeit des Effets ermöglichen.
Die Qualifikation zur Deutschen Dreiband-Meisterschaft findet, neben den Landesmeisterschaften der einzelnen Landesverbände, bis 2012 über die German Grand Prix Turnierserie statt, die sechs Turniere pro Jahr in ganz Deutschland beinhaltet. Die deutsche Meisterschaft findet anschließend im November in Bad Wildungen statt.

### Vierballpartie
Diese Variante wird vor allem in Österreich gespielt und wird wegen der häufig vorkommenden Glücksstöße auch Saupartie genannt. Sie garantiert somit auch Anfängern Erfolgserlebnisse. Dabei wird ein zusätzlicher farbiger (meist blauer) Ball verwendet. Ziel ist auch hier die Karambolage, wobei aber deren Wertigkeit unterschiedlich ist:
Spielball trifft
- einen weißen und einen farbigen Ball = 1
- beide farbigen Bälle = 2
- alle anderen Bälle = 10
- vorher die Bande = alles mal 2

Der blaue Ball wird beim Anstoß in die Mitte gestellt. Man kann den Anstoß von jedem beliebigen Ball oder über die Bande spielen.
Vor dem Partiebeginn können Sondervereinbarungen, wie „keinen Ball treffen = alles herunterschreiben“ oder bei Überschreitung des Zieles „die Punkte wieder retourspielen“ getroffen werden.

### Wettbewerbsdisziplinen
- Dreikampf/Triathlon: je 1 × Freie Partie, Cadre und Einband oder je 1 × Cadre, Einband und Dreiband.
- Fünfkampf/Pentathlon: Freie Partie, Cadre (2 Varianten), Einband und Dreiband.

## Internationale Meisterschaften
In der folgenden Übersicht sind alle Welt- und Europameisterschaften aus dem Bereich des Karambolagebillards alphabetisch aufgelistet.
Aufgrund der hohen Kosten und sinkenden (Medien-)Interesses finden seit vielen Jahren nur noch die Weltmeisterschaften im Dreiband in jedem Jahr statt. Seit 2013 wurde für alle Europameisterschaften mit Brandenburg an der Havel ein Ausrichter im 2-jährigen Turnus gefunden.
| Weltmeisterschaften | Europameisterschaften |
| --- | --- |
| - Billard Artistique - Cadre 47/1 - Cadre 45/2 - Cadre 47/2 - Cadre 71/2 - Dreiband - Dreiband-Team - Dreikampf-Team - Einband - Freie Partie - Fünfkampf - 5-Kegel-Billard | - Billard Artistique - Cadre 47/1 - Cadre 47/2 - Cadre 71/2 - Dreiband - Dreiband-Team - Einband - Freie Partie - Fünfkampf - 5-Kegel-Billard |

Zu den weltweit erfolgreichsten Karambolage-Spielern gehören der US-Amerikaner Willie Hoppe (1887–1959), der Belgier Raymond Ceulemans („Mister 100“, * 1937), der Schwede Torbjörn Blomdahl (* 1962) und der Belgier Frédéric Caudron (* 1968) – alle mit mehr als zehn Weltmeistertiteln und einer Höchstserie von 24 und mehr.